# Miyabi Onitsuka
Miyabi Onitsuka (jap. 鬼塚雅 Onitsuka Miyabi; ur. 12 października 1998 w Kumamoto) – japońska snowboardzistka, specjalizująca się w slopestyle’u i big air, wielokrotna medalistka mistrzostw świata, a także zdobywczyni Pucharu Świata.

## Kariera
Po raz pierwszy na arenie międzynarodowej pojawiła się 20 grudnia 2011 roku w Copper Mountain, gdzie zajęła jedenaste miejsce w zawodach FIS Race w slopestyle'u. Nigdy nie startowała na mistrzostwach świata juniorów. W zawodach Pucharu Świata zadebiutowała 22 grudnia 2013 roku w Copper Mountain, zajmując 46. miejsce w slopestyle'u. Pierwsze pucharowe punkty wywalczyła 22 sierpnia 2015 roku w Cardronie, zajmując w tej samej konkurencji jedenaste miejsce. Pierwszy raz na podium zawodów tego cyklu stanęła 3 grudnia 2016 roku w Mönchengladbach, kończąc rywalizację w slopestyle'u na trzeciej pozycji. W zawodach tych wyprzedziły ją jedynie Austriaczka Anna Gasser i Katie Ormerod z Wielkiej Brytanii. Najlepsze wyniki w osiągnęła w sezonie 2017/2018, kiedy to zwyciężyła w klasyfikacji generalnej AFU, a w klasyfikacjach slopestyle'u i big air była druga. W sezonie 2018/2019 ponownie zwyciężyła w klasyfikacji AFU. Dodatkowo wygrała w klasyfikacji slopestyle'u, natomiast w klasyfikacji big air była druga.
Największy sukces w karierze osiągnęła w 2015 roku, kiedy podczas mistrzostw świata w Kreischbergu zdobyła złoty medal w slopestyle'u. Na rozgrywanych dwa lata później mistrzostwach świata w Sierra Nevada zdobyła brązowy medal w tej konkurencji, plasując się za Kanadyjką Laurie Blouin i Zoi Sadowski-Synnott z Nowej Zelandii. Była tam też czternasta w big air. W 2018 roku wystartowała igrzyskach olimpijskich w Pjongczangu, gdzie zajęła 19. miejsce w slopestyle'u i 8. miejsce w big air. W styczniu 2020 roku wywalczyła złoty medal w konkurencji big air podczas Winter X Games 24. Rok później w Winter X Games 25 zdobyła srebro ponownie w big air. W marcu 2021 roku wywalczyła brązowy medal w big air podczas mistrzostw świata w Aspen.

## Osiągnięcia

### Igrzyska olimpijskie
| Miejsce | Dzień     | Rok  | Miejscowość | Konkurencja | Zwyciężczyni   |
| ------- | --------- | ---- | ----------- | ----------- | -------------- |
| 19.     | 12 lutego | 2018 | Pjongczang  | Slopestyle  | Jamie Anderson |
| 8.      | 22 lutego | 2018 | Pjongczang  | Big air     | Anna Gasser    |

### Mistrzostwa świata
| Miejsce | Dzień       | Rok  | Miejscowość   | Konkurencja | Zwyciężczyni         |
| ------- | ----------- | ---- | ------------- | ----------- | -------------------- |
| 1.      | 21 stycznia | 2015 | Kreischberg   | Slopestyle  | -                    |
| 2.      | 11 marca    | 2017 | Sierra Nevada | Slopestyle  | Laurie Blouin        |
| 14.     | 17 marca    | 2017 | Sierra Nevada | Big air     | Anna Gasser          |
| 17.     | 9 lutego    | 2019 | Park City     | Slopestyle  | Zoi Sadowski-Synnott |
| 27.     | 12 marca    | 2021 | Aspen         | Slopestyle  | Zoi Sadowski-Synnott |
| 3.      | 16 marca    | 2021 | Aspen         | Big air     | Laurie Blouin        |
| 3.      | 27 lutego   | 2023 | Bakuriani     | Slopestyle  | Mia Brookes          |
| 2.      | 5 marca     | 2023 | Bakuriani     | Big air     | Anna Gasser          |

### Puchar Świata

#### Miejsca w klasyfikacji generalnej
- - AFU[2]
- sezon 2013/2014: 115.
- sezon 2015/2016: 50.
- sezon 2016/2017: 11.
- sezon 2017/2018: 1.
- sezon 2018/2019: 1.
- sezon 2019/2020: 20.
- sezon 2020/2021: 12.
- sezon 2021/2022: 17.

#### Miejsca na podium w zawodach
1. Mönchengladbach – 3 grudnia 2016 (Big air) – 3. miejsce
2. Cardrona – 4 września 2017 (slopestyle) – 2. miejsce
3. Pekin – 25 listopada 2017 (Big air) – 2. miejsce
4. Mönchengladbach – 2 grudnia 2017 (Big air) – 2. miejsce
5. Cardrona – 8 września 2018 (Big air) – 2. miejsce
6. Modena – 3 listopada 2018 (Big air) – 2. miejsce
7. Pekin – 24 listopada 2018 (Big air) – 2. miejsce
8. Secret Garden – 21 grudnia 2018 (slopestyle) – 1. miejsce
9. Kreischberg – 12 stycznia 2019 (slopestyle) – 1. miejsce
10. Pekin – 14 grudnia 2019 (Big air) – 1. miejsce
11. Calgary – 1 stycznia 2022 (slopestyle) – 2. miejsce